# Bagnols-sur-Cèze
Bagnols-sur-Cèze – miejscowość i gmina we Francji, w regionie Oksytania, w departamencie Gard.
Według danych na rok 1990 gminę zamieszkiwały 17 872 osoby, a gęstość zaludnienia wynosiła 570 osób/km² (wśród 1545 gmin Langwedocji-Roussillon Bagnols-sur-Cèze plasuje się na 10. miejscu pod względem liczby ludności, natomiast pod względem powierzchni na miejscu 171.).

## Współpraca
Miejscowość partnerska:
- Eeklo, Belgia